# Bäumchenröhrenwurm

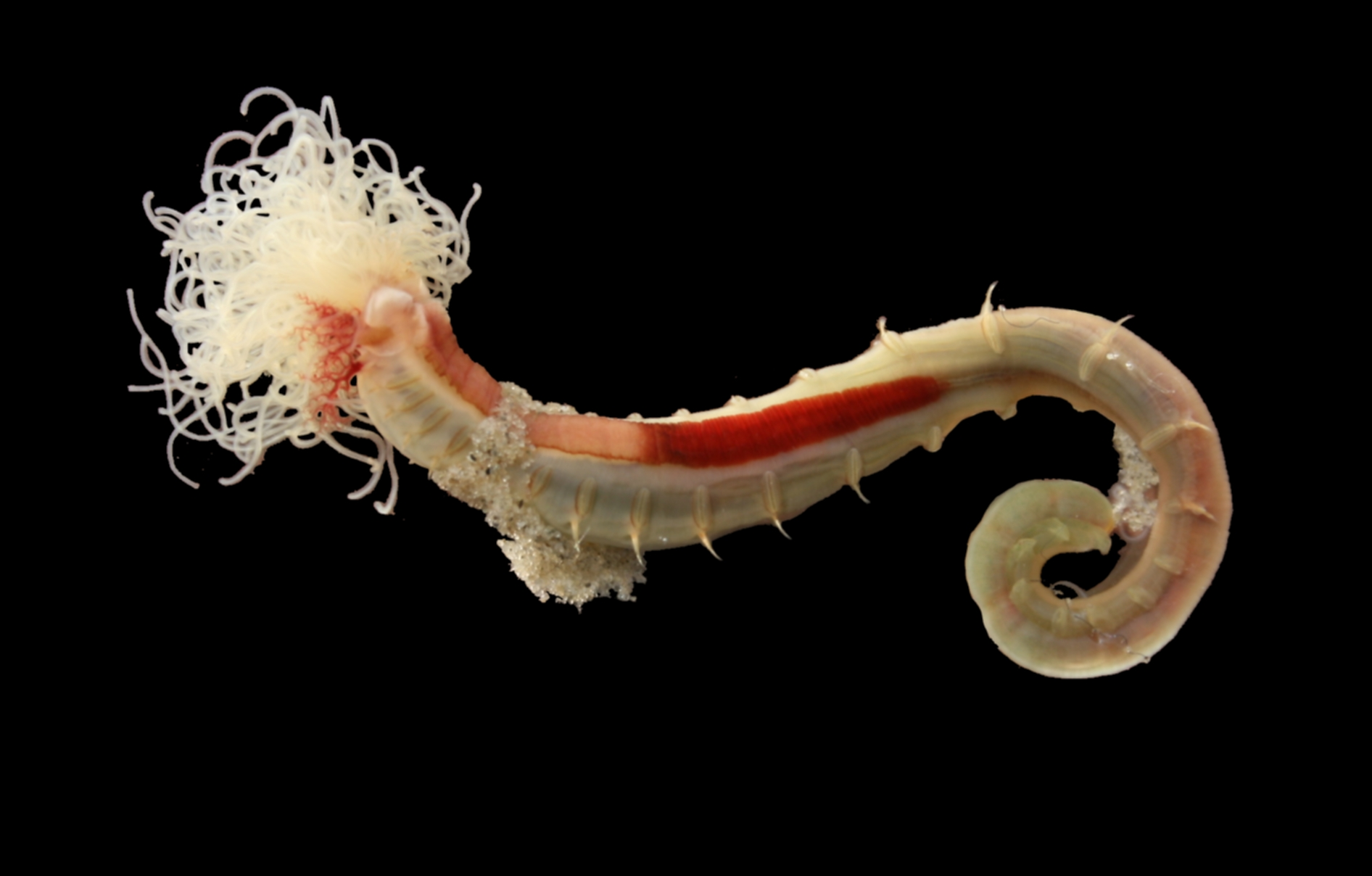
Wurm ohne Röhre

Der Bäumchenröhrenwurm (Lanice conchilega) ist ein kosmopolitischer mariner Ringelwurm aus der Gattung Lanice innerhalb der Vielborster-Familie der Terebellidae. Er baut auf sandigen Meeresböden Röhren aus Sedimentpartikeln. Seine Röhre ist bis zu 40 cm lang und ragt etwa 1 bis 2 cm aus dem sandigen Meeresboden heraus. An der Spitze der Röhre befindet sich ein baumförmiger Filterapparat aus festem Schleim und Sediment.

## Merkmale
Der Bäumchenröhrenwurm hat einen langen Körper mit einem zylindrischen, festen Thorax und einem sehr langen, spitz zulaufenden, weichen Abdomen. Er wird bis zu 30 cm lang und zählt dann etwa 300 Segmente, wovon der Thorax 17 borstentragende Segmente umfasst. In der Nordsee sind Längen bis zu 8 cm üblich. An der Verbindungsstelle von Prostomium und Peristomium sitzen etwa 100 lange Tentakel, mit denen mikroskopische Nahrungspartikel aufgenommen und dem Mund zugeführt werden. Die schmale Oberlippe umschließt fast ganz den Mund. Vom Buccalsegment ragen lateral und ventral große Lappen hervor. Das Tier hat zahlreiche Augenflecken. Nahe beim Kopfende an den Segmenten 2 bis 4 sitzen jeweils drei Paar etwa gleich große, baumartige Kiemen mit kurzem, dickem Stamm und stark verzweigter Krone. Die charakteristisch langen Seitenlappen des 3. Segments bedecken seitlich das 2. Segment. Das Tier hat 14 bis 20 Bauchschilde. Vom 4. Segment an gibt es Notopodien und vom 5. Segment an sehr lange hakentragende Tori, die an den Segmenten 11 bis 20 in zwei Reihen stehen. Das Pygidium trägt 4 kleine Papillen. Die Notopodien sind glatt und haben einen schmalen Rand. Die Uncini with haben einen großen und mehrere kleine Zähne.
Das Tier ist gelblich, rosa oder braun, die Tentakel blass, die stark durchbluteten Kiemen rot, die Bauchschilde teilweise rötlich. Paarungsreife Weibchen sind durch die Eier rötlich braun, die Männchen durch das Sperma gelblich weiß. In Alkohol nehmen die Tiere eine grau oder blassgelbe Farbe an.
Lanice conchilega errichtet aus einer dünnen, zylindrischen Schicht von Schleimsekret, Sandkörnern und Muschelschill (Schalenbruchstücken) eine bis zu 40 cm lange Wohnröhre, die zumeist etwa 1 bis 2 cm über die Substratoberfläche hinausragt und hier einen abgeflachten Trichter mit einer oder mehreren oft verzweigten Kronen bildet, die immer quer zur Hauptströmungsrichtung stehen, und mit einer sandüberzogenen Einfassung versehen ist. Wird die Röhre übersandet oder freigespült, kann das Tier sie innerhalb weniger Stunden reparieren.

## Verbreitung und Lebensraum

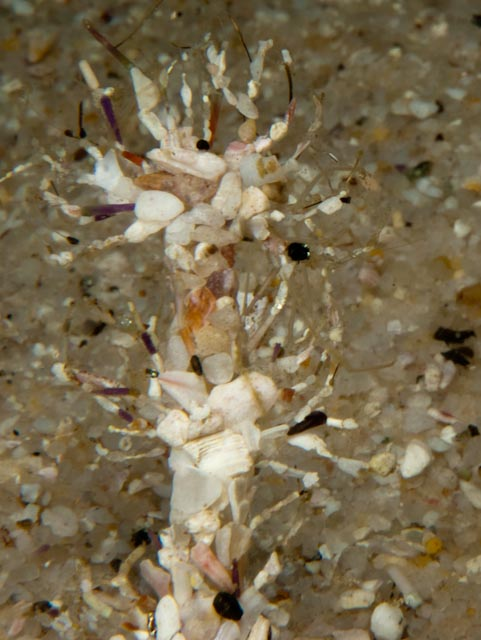
Lanice conchilega unter Wasser

Lanice conchilega ist kosmopolitisch in sämtlichen Weltmeeren verbreitet, so unter anderem im nordöstlichen Atlantischen Ozean einschließlich der Nordsee, im Mittelmeer, Persischen Golf und Pazifischen Ozean einschließlich der Küsten Australiens.
Der Bäumchenröhrenwurm lebt küstennah im Watt und bis in über 1700 m Tiefe auf mehr oder weniger gemischten sandigen, seltener auf schlammigen Untergründen, auch zwischen Zostera und benthischen Großalgen und auf wechselnden Substraten.

## Lebenszyklus
Die Würmer werden bis zu 3 Jahre alt. Sie sind getrenntgeschlechtlich und paaren sich auf der Nordhalbkugel im Frühling und Sommer. Die Befruchtung findet im freien Meerwasser statt. Im Alter von 5 Tagen entwickelt die etwa 0,2 mm lange, als Zooplankton lebende Larve eine Röhre aus Schleim und Detritus. Im Alter von etwa 60 Tagen hat die 2,25 bis 3 mm lange Larve 12 bis 14 Thoraxsegmente mit Borsten und 3 langen sowie 2 kurzen Tentakeln, während die Schleimröhre etwas kürzer ist. In diesem Alter sinkt die Larve auf den Boden und ersetzt ihre Larvenröhre durch eine neue Wohnröhre, in der Sandpartikel und Gehäuse von Foraminiferen, aber auch Seeigelstacheln und Muschelschill an fest werdendem Schleim fixiert werden. Die Jungwürmer siedeln sich bevorzugt in einer alten Wohnröhre an. In harten Wintern mit viel Frost erfrieren alle Bäumchenröhrenwürmer. Da die Fortpflanzung wie bei den meisten Borstenwürmern über winzige frei schwimmende Larven abläuft, kann sich die Art weit ausbreiten und leergefrorene Bereiche wieder besiedeln. Da jedoch die jungen Würmer nur langsam wachsen, erfolgt die Wiederbesiedlung auch nur langsam.

## Lebensweise

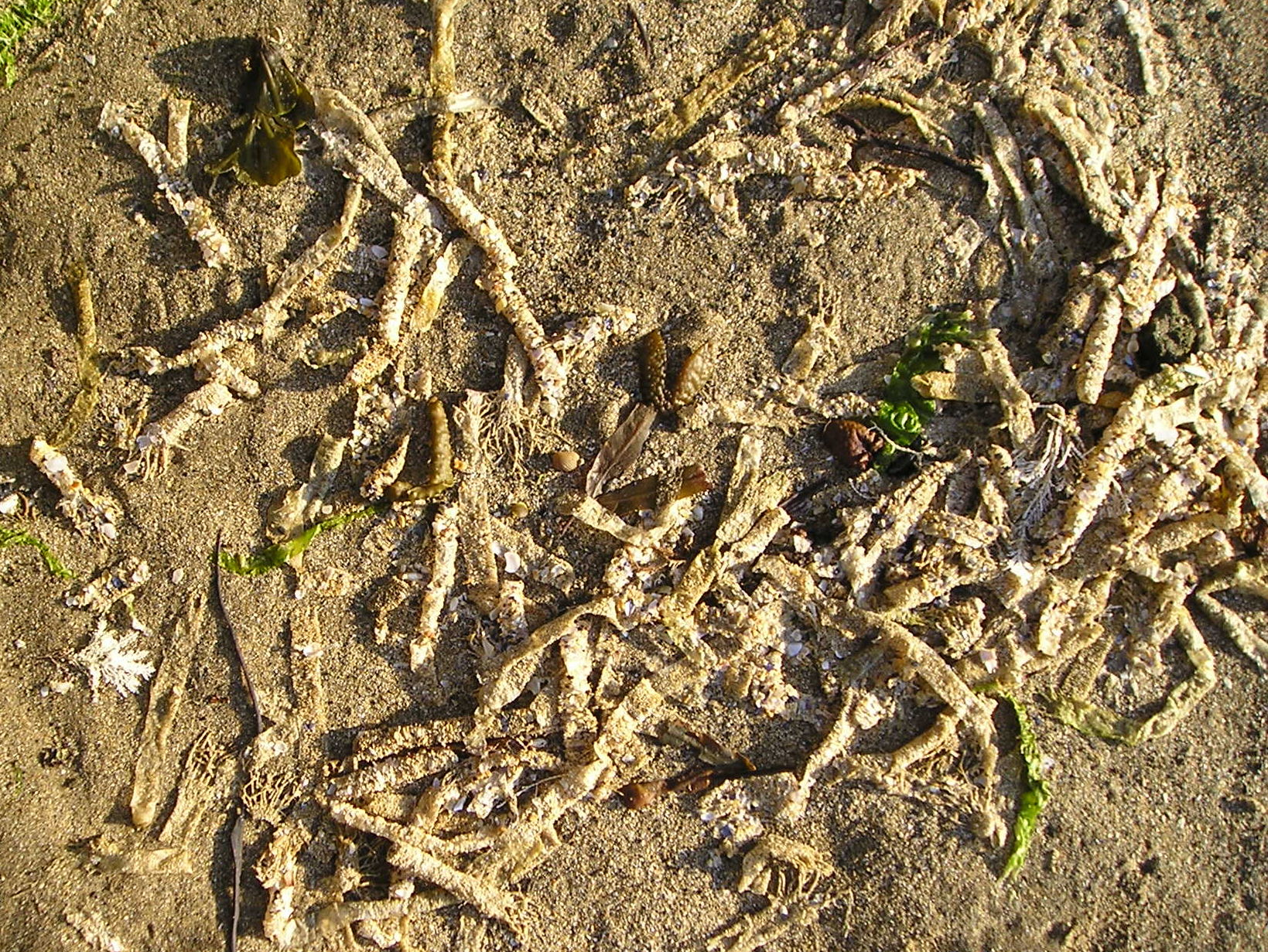
Röhrenreste bei Ebbe

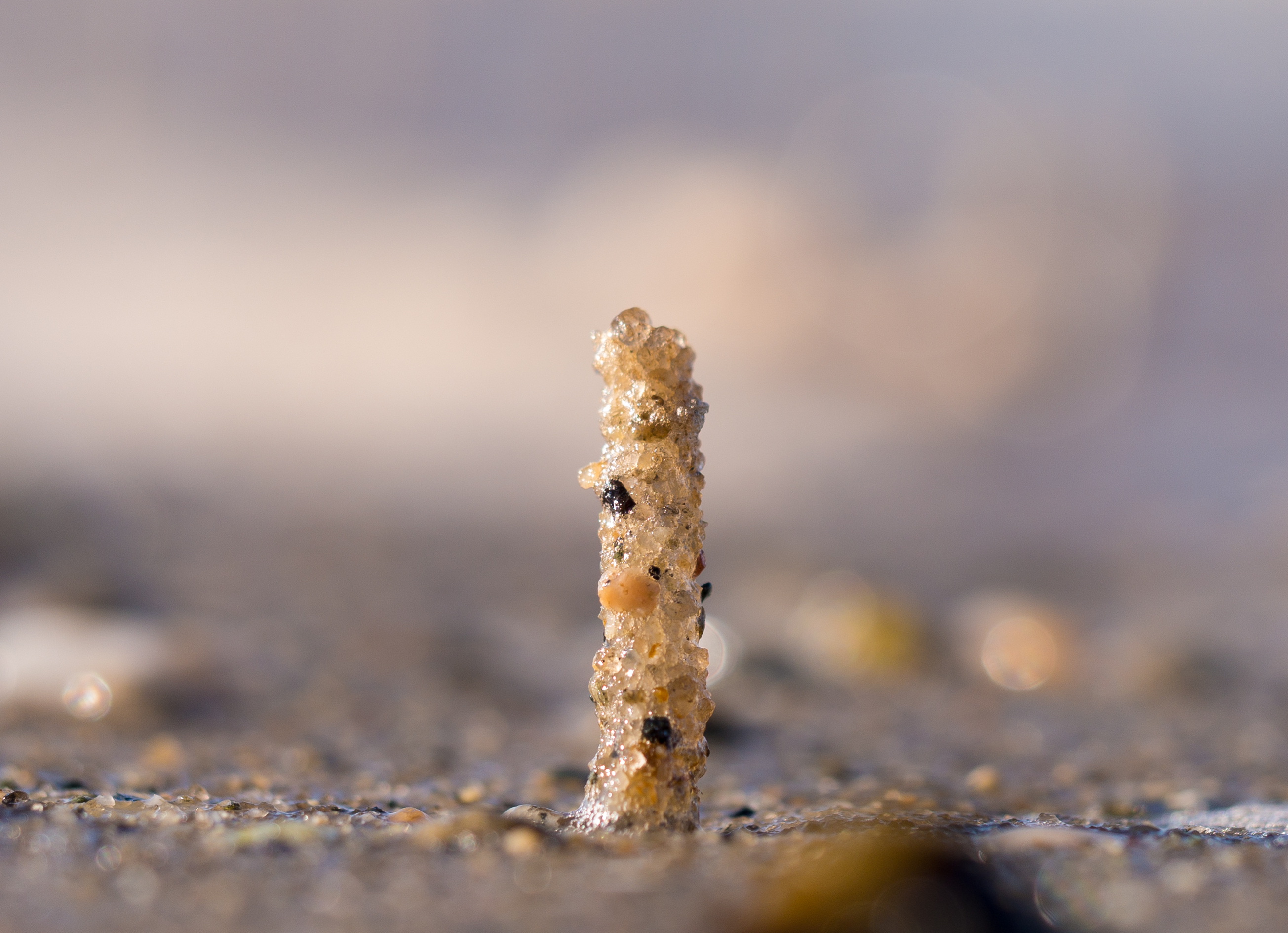
Röhre von Lanice conchilega

Lanice conchilega lebt dauerhaft in seiner Wohnröhre, deren schleimbedeckte bäumchenartige Krone dazu dient, insbesondere Detritus (darunter Kot von Stachelhäutern und Weichtieren), aber auch Plankton (Foraminiferen, Wimpertierchen, kleine Ruderfußkrebse, Algen) aus dem Wasser zu filtrieren. In der Regel bevorzugt der Organismus das Abfressen von Detritus auf dem Sediment. Bei hohen Populationsdichten hingegen, ist die Konkurrenz um Detritus so hoch, dass Lanice auf das Fressen von Schwebpartikeln in der Wassersäule ausweichen kann. Die Fransenkrone oberhalb des Sediments fängt diese Partikel ein, sodass Lanice mit seinen Tentakeln darüber streichen kann, um die Partikel aufzunehmen.
Bei Störungen zieht sich der Wurm rasch und tief in seine Röhre zurück und hält sich mit den seitlichen Borsten fest. Ebenso hält er sich bei Ebbe tief zurückgezogen in der Wohnröhre auf und streckt erst mit der Flut wieder seine Tentakel zwischen den Ästen der bäumchenförmigen Krone der Röhre aus.

## Ökologische Bedeutung
Auf Grund seiner Fähigkeit, bei hohen Individuenzahlen sehr viele Wohnröhren zu bauen, gilt der Bäumchenröhrenwurm als potentiell riffbildend. Die Röhren des Vielborsters beeinflussen den Aufbau mariner Biotope und damit die Zusammensetzung der Arten erheblich.

## Fressfeinde
Zu den Fressfeinden von Lanice conchilega gehören unter anderem Watvögel, Möwen und Plattfische, aber auch räuberische Schnecken wie die Wellhornschnecke (Buccinum undatum) und die Drechselschnecke (Acteon tornatilis).